# Iridomyrmex discors
Iridomyrmex discors är en myrart som beskrevs av Auguste-Henri Forel 1902. Iridomyrmex discors ingår i släktet Iridomyrmex och familjen myror.

## Underarter
Arten delas in i följande underarter:
- I. d. aeneogaster
- I. d. discors
- I. d. obscurior
- I. d. occipitalis

## Bildgalleri

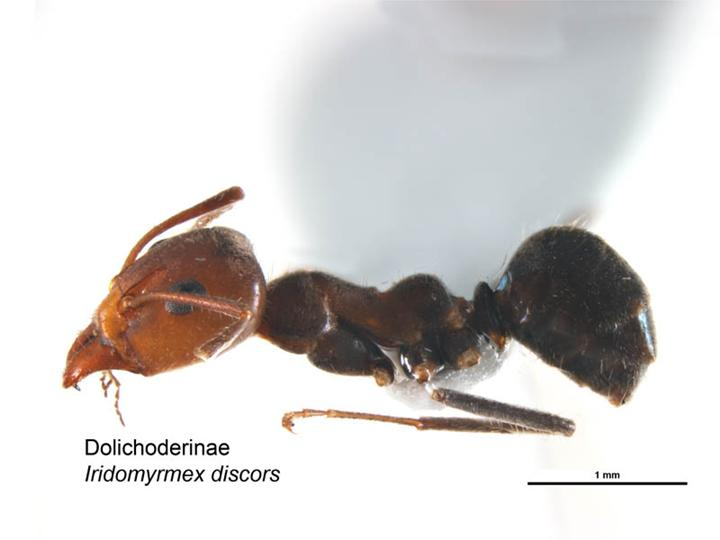